# Cesare Lucchesini
Cesare Lucchesini (Lucca, 2 luglio 1756 – Lucca, 16 maggio 1832) è stato uno scrittore e erudito italiano, traduttore di Pindaro e autore di apprezzate opere filologiche.

## Biografia
Cesare Lucchesini era il fratello del marchese Girolamo Lucchesini, ministro plenipotenziario del Re di Prussia a Parigi. Dedicò tutta la vita agli studi, specialmente delle lingue antiche. Fece parte della fallimentare missione inviata dal Senato lucchese a Parigi (1798) per chiedere la protezione del Direttorio sulla piccola Repubblica; si tenne lontano da Lucca finché durò il governo democratico istituito nel febbraio 1799. Tornò in patria dopo la battaglia della Trebbia. Si adattò al governo dei Baciocchi, dal quale fu insignito di importanti uffici e onori. Dopo il periodo napoleonico ricoprì incarichi di rilievo anche sotto la duchessa di Lucca Maria Luisa di Borbone. Morì a Lucca il 16 maggio 1832.

## Opere
Oltre alla traduzione delle Olimpiche, della prima e della seconda Pitica e della terza Istmica di Pindaro (Lucca 1826), dei primi libri dell'Iliade e della Tavola di Cebete (edita a Lucca nel 1812 insieme alla versione di Lazzaro Papi del Manuale di Epitteto) Lucchesini fu autore di varie opere di erudizione e di filologia classica e romanza, tra le quali si segnalano:
- Dell'origine del politeismo in Grecia; Congettura intorno all'alfabeto greco; Dell'istituzione della vera tragedia greca per opera di Eschilo, poi edite nel terzo volume delle Opere del Lucchesini.
- Saggio d'osservazioni sopra un'opera recentemente pubblicata col titolo: Feste e cortigiane della Grecia, Lucca, 1806.
- Della lingua italiana e delle altre lingue moderne d'Europa; Delle lingue antiche e delle altre moderne, che si chiamano orientali, Lucca, 1819; 2ª ed. ampliata ibid., 1826.

## Lucchesini e la questione omerica
Dopo l'opera profondamente innovativa del Wolf la questione omerica suscitò interesse e polemiche anche in Italia (se ne hanno prove anche nello Zibaldone di Leopardi). Un oppositore tenace delle nuove proposte sui poemi omerici fu il Lucchesini. Lucchesini credeva fermamente nell'esistenza di Omero come autore unico dell'lliade e dell'Odissea, e anche degli Inni, e nel carattere unitario di ciascuno dei due poemi. Egli sostenne, contro Wolf, che la scrittura esisteva già al tempo di Omero, collocabile intorno al 900 a.C.; discusse a buon livello la questione del digamma, ammettendone l'esistenza, ma limitandola, perché, secondo lui, in alcuni casi si può ammettere lo iato senza presupporre il digamma.